# Anthomyza anderssoni
Anthomyza anderssoni is een vliegensoort uit de familie van de Anthomyzidae. De wetenschappelijke naam van de soort is voor het eerst geldig gepubliceerd in 1984 door Rohacek.